# Carmencita (film 1936)
Carmencita (Rebellion) è un film del 1936 diretto da Lynn Shores. Ha come interprete femminile Rita Hayworth che, all'epoca, usava ancora il nome di Rita Cansino.

## Produzione
Il film, che fu prodotto dalla Crescent Pictures Corporation con il titolo di lavorazione 31st Star, venne girato tra il 27 agosto e la fine di settembre 1936 ai Talisman Studios.